# Bentornato Topo Gigio
Bentornato Topo Gigio è una serie televisiva anime italo-giapponese del 1988 con protagonista Topo Gigio, pupazzo creato da Maria Perego nel 1959, e la voce del personaggio è di Peppino Mazzullo, la stessa del pupazzo originale.
La serie è stata coprodotta dalla Nippon Animation e Rai e trasmessa in Giappone da ottobre 1988 in due stagioni chiamate Toppo Jījo (トッポ・ジージョ? lett. "Topo Gigio") e Yume miru Toppo Jījo (夢見るトッポ・ジージョ? lett. "Sognando Topo Gigio"), rispettivamente di 21 e 13 episodi. In Italia la serie è stata trasmessa dal 28 settembre 1992 su Canale 5.

## Trama
Topo Gigio è un topo-astronauta del futuro. Un giorno, mentre sta viaggiando con la sua nave spaziale, a causa di un problema tecnico, si ritrova ad atterrare sulla Terra, a Catalina, una piccola cittadina della costa laziale, che nel futuro sarà la sede di un'importante base aerospaziale. Tuttavia, si rende conto ben presto che, a causa di un disguido spazio-temporale, dal 2395 da dove veniva è stato sbalzato ai nostri giorni, nel 1992, senza la possibilità di fare ritorno nel suo tempo.
Dopo aver incontrato due dei tre topini (Kurt, Pierre e Arnold), con cui stringe subito amicizia, viene trovato dalla piccola Gina, che lo prende in simpatia, lo adotta e lo porta a vivere con lei. Qui farà la conoscenza di Megalo, un perfido gatto nero della burbera signora Knopp, che sarà il suo antagonista in numerose avventure, e della dolce Mimì, che diventerà la sua fidanzata.

## Personaggi
Topo Gigio
È il protagonista della serie, un topo astronauta proveniente dal futuro, che a causa di un problema tecnico alla sua astronave finisce in un vortice temporale che lo spedisce indietro nel tempo di 400 anni. Accasatosi in una piccola palazzina di Catalina fa la conoscenza di Gina, una giovane adolescente che lo prende con sé accogliendolo in casa propria. Solitamente è pigro e un po' birichino, sempre alla ricerca di nuovi modi per divertirsi; la sua passione è provocare Megalo, il perfido gatto della Signora Knopp, coi suoi amici Kurt e Pierre, malgrado sia un gioco molto pericoloso, e quando Mimì gli chiede perché lo faccia lui risponde che "mi fa sentire macho lottare per la vita". Nonostante ciò è anche un topolino di buon cuore, simpatico, intelligente, gentile e altruista, sempre pronto ad aiutare eroicamente gli altri quando necessario con le sue idee stravaganti ma quasi sempre vincenti.
Gina
È una studentessa delle scuole medie, migliore amica di Topo Gigio, che vive nella sua stanza. Dolce, testarda, di buon cuore, gentile e determinata, è dichiaratamente innamorata di Giovanni Stroud, il musicista che vive nello stesso condominio, ma per quanto ci provi non riesce mai ad attirare la sua attenzione. Ogni tanto finisce coinvolta nelle stravaganti idee di Topo Gigio, visto che come lui ama aiutare gli altri, anche se non ha la sua stessa determinazione, infatti considera Stroud, musicalmente parlando, un "caso perso". Vive con sua madre Amelia, che di mestiere fa la pasticcera, mentre il padre, a cui è molto legata, è sottufficiale a bordo di una nave mercantile ed è solitamente fuori casa.
Kurt e Pierre
Sono i migliori amici di Topo Gigio nella comunità dei topi della soffitta: Kurt è di colore grigio chiaro, smilzo e con un gilet rosso mentre Pierre è di colore grigio scuro, obeso, con i pantaloni blu e un gilet verde. Kurt è spaccone e attaccabrighe, ama sgraffignare tutto quello che può dalle case degli inquilini, e in particolar modo gli alcolici di O'Sullivan, ed è il primo a farsi coinvolgere nelle scorribande di Gigio. Per la sua intelligenza e il suo coraggio, gli viene spesso affidato il compito di procurare cibo per la comunità insieme a Pierre. Non va molto d'accordo con Mimi, che lo reputa uno screanzato privo di buone maniere. Pierre invece è ossessionato dal cibo, che spesso risulta essere motivo per lui per cacciarsi nei guai. A differenza dei due amici è piuttosto fifone e parecchio ingenuo, incapace di sfruttare la forza che gli viene dal suo fisico possente, forza che Gigio però riesce ogni tanto a fargli usare promettendogli in cambio generose dosi di formaggio.
Arnold
È il capo della comunità dei topi della soffitta, frequentato da Topo Gigio e dove vivono Kurt e Pierre; è molto anziano, di buon cuore e intelligente, e ama raccontare storie legate alla sua infanzia o al passato della comunità. Vista la sua posizione cerca di assicurare ai suoi compagni prosperità e protezione, e per questo mal sopporta gli scherzi e le bravate di Gigio e dei suoi amici nei confronti di Megalo, che hanno il solo risultato di rendere il gatto ancor più imprevedibile e pericoloso. Porta sempre un paio di occhiali da vista.
Mimì
È la topolina bianca di Gina e vive nella propria gabbietta all'interno della stanza della sua padrona. Dolce, timida e un po' vanitosa, ha la testa piena di sogni romantici e spera sempre di incontrare il principe azzurro; ha avuto numerose cotte per vari topi della città, ma in un modo o nell'altro è sempre finita male. Forse prova qualcosa per Topo Gigio, che invece è palesemente innamorato di lei.
Megalo
È il grosso gatto nero della signora Knopp e l'antagonista principale della serie, capo dei gatti Daina, Arro e Braccio. Topo Gigio non perde occasione per provocarlo chiamandolo "maialino" o "ippopotamo" per via della sua stazza. Malgrado ciò è molto agile e furbo, il che lo rende sempre pericoloso, anche se tutti i suoi tentativi per catturare Gigio finiscono sempre con un buco nell'acqua, vuoi per l'astuzia del topo, vuoi per imprevisti di sorte e quasi sempre per l'intromissione della Knopp, vuoi per le inadempienze dei suoi due imbranatissimi subalterni, Arro e Braccio. Inoltre è un gatto irascibile, cinico, prepotente, egoista e aggressivo, anche se è costretto gioco forza a fare il ruffiano con la signora Knopp per poter conservare il suo stile di vita agiato e la sua posizione di capo dei gatti della città. Nonostante ciò mal sopporta apertamente la sua padrona, che chiama sempre "La Vecchia", e in particolar modo le lunghe passeggiate che lo costringe a fare ogni giorno, visto che quasi sempre prevedono la comparsa di Topo Gigio e dei suoi amici. Ha il terrore dei vampiri, delle pulci e dei rettili e soffre anche di vertigini.
Gloria Knopp
È la donna più ricca della città di Catalina, nonché padrona del gatto Megalo e proprietaria del palazzo dove vivono Topo Gigio e i suoi amici, e l'antagonista secondaria della serie. È una donna avida, egoista, senza scrupoli, cinica, scorbutica e scontrosa, che non perde mai occasione per punzecchiare e provocare i suoi inquilini, minacciando ogni volta di sfrattarli se non le pagheranno l'affitto, ma ogni volta fallisce miseramente. All'inizio della storia stava quasi per far abbattere il condominio, ma è stata costretta a rinunciare ai suoi propositi grazie all'intervento di Topo Gigio. È molto legata al gatto Megalo, malgrado lo punisca spesso per le sue inadempienze e i guai che combina, che spesso però sono causati dai suoi subalterni o da Topo Gigio. Nel corso della storia si viene a sapere che la sua misantropia è dovuta in larga parte all'infelice storia d'amore avuta in gioventù con il parroco della chiesa locale, che decise di rinunciare a lei per prendere tutti i voti. Verso la fine della serie diventerà più umana.
Arro e Braccio
Sono i due imbranatissimi tirapiedi di Megalo, due gatti randagi che frequentano i bassifondi di Catalina, e antagonisti terziari della serie; Arro è grosso, arancione e striato, mentre Braccio è smilzo e di colore verde chiaro. Arro, il più intelligente, è un gran ruffiano, sempre pronto a cercare di ingraziarsi Megalo con moine e lusinghe, scaricando su altri le colpe dei suoi fallimenti; Braccio, di contro, è visibilmente tonto, incapace di tenere per sé quello che pensa, cosa che a differenza del compagno lo porta a sottolineare di continuo sconfitte o i difetti del suo capo, ricevendo ogni volta in cambio sonore bastonate. Nonostante la loro inaffidabilità e pigrizia, Megalo è in realtà molto legato a loro, al punto da trafugare cibo a proprio rischio e pericolo dalla cucina della Knopp per evitargli di dover rovistare tra i rifiuti.
Daina
È la fidanzata ufficiosa di Megalo, di cui è sinceramente innamorata, una gatta raffinata e vanesia che vive in una villa attigua a quella della fallita Signora Knopp. Non va molto d'accordo con Arro e Braccio, che considera plebei, e spesso non si fa coinvolgere nelle loro questioni riguardanti Topo Gigio e la sua banda. Ciò nonostante, se si presenta l'occasione, non rinuncia a dar loro la caccia, anche se come i suoi compagni finisce sempre per restare a bocca asciutta. Nell'episodio 31, Daina si dimostra più altruista di Megalo e vuole molto bene ad Arro e Braccio, arrivando a negoziare con Gigio pur di salvarli dalla morte.
Doc
È un topo amante della scienza, membro della comunità di Arnold, nonché chiaramente una parodia di Emmett Brown, Doc della trilogia di Ritorno al futuro. Ha i capelli bianchi e il pelo grigio e indossa sempre occhiali da vista con le lenti rotonde, un camice da laboratorio e una cravatta. È un inventore di professione e i protagonisti usano le sue invenzioni (quasi tutte pericolose) per diverse loro missioni e avventure, come una spada elettrica, una mongolfiera, una lampadina per l'albero di Natale, eccetera. Sebbene Doc non sia particolarmente stimato dalla comunità dei topi, il suo aiuto si rivela molte volte fondamentale per Topo Gigio.
O'Sullivan
È uno degli inquilini del palazzo dove vive Topo Gigio, e di mestiere fa il prestigiatore. A detta di Kurt, fino a poco tempo prima era uno dei maghi più famosi d'Italia, ma a seguito del divorzio dalla moglie è caduto in depressione e si è dato all'alcool, finendo a lavorare come intrattenitore in un night club di medio livello. Il suo migliore amico è un pupazzo di nome Winston, che fa parlare con la sua abilità di ventriloquo. Quando è sul punto di perdere il suo lavoro viene aiutato da Topo Gigio, grazie al quale O'Sullivan ritrova la passione per il proprio lavoro, pur non perdendo il vizio dell'alcool.
Giovanni "Chopin" Stroud
È un giovane musicista a tempo perso che vive al pianterreno della palazzina dove vive Gigio, timido e imbranato. Malgrado abbia un certo talento non è mai riuscito a farsi conoscere, fino al giorno in cui, dopo essersi innamorato di una giovane ammiratrice di nome Simona, viene convinto da Topo Gigio a partecipare ad un concorso internazionale per pianisti. Il giorno del concorso, però, scopre con sua grande delusione che Simona è già in procinto di sposarsi, e così pur vincendo rifiuta qualsiasi tipo di premiazione tornando alla sua vita ordinaria. Gina è innamorata di lui, ma lui non sembra accorgersene, e spesso anzi la sua mancanza di tatto lo porta a farsi detestare.
Gloria
È un'altra condomina della palazzina di Topo Gigio, una donna sulla trentina vanesia e battagliera, ma ancora zitella. Sembra provare ogni tanto qualcosa per Stroud, ma lui come al solito non se ne rende conto. Ama essere al centro dell'attenzione, ed è solita partecipare a feste stravaganti. Non si sa bene che mestiere faccia per vivere.
Amelia
Madre di Gina, gestisce una piccola pasticceria. È una donna buona e premurosa.

## Doppiaggio
Il doppiaggio italiano è stato effettuato presso lo Studio P.V., sotto la direzione di Patrizia Salmoiraghi. I dialoghi italiani sono a cura di Giovanni Trombi e Anna Grisoni, e la voce di Topo Gigio è di Peppino Mazzullo, storica voce anche del pupazzo animato di Maria Perego.
| Personaggi      | Voce giapponese | Voce italiana      |
| --------------- | --------------- | ------------------ |
| Topo Gigio      | Masako Nozawa   | Peppino Mazzullo   |
| Pierre          | Kenichi Ogata   | Aldo Stella        |
| Mimì            | Yūko Mizutani   | Anna Bonel         |
| Anita           |                 | Emanuela Pacotto   |
| Paco            | Bin Shimada     | Pietro Ubaldi      |
| Laura           |                 | Marina Massironi   |
| Braccio         | Nobuyuki Furuta | Tony Fuochi        |
| Arturo          |                 | Diego Sabre        |
| Arro            | Naoki Tatsuta   | Enrico Maggi       |
| Amelia          | Toshiko Fujita  | Tullia Piredda     |
| Gina            | Satoko Yamano   | Cinzia Massironi   |
| Arnold          | Minoru Yada     | Antonio Paiola     |
| O'Sullivan      | Minoru Yada     | Maurizio Scattorin |
| Giovanni Stroud | Takurō Kitagawa | Ivo De Palma       |
| Gloria Knopp    | Hisako Kyōda    | Rossana Bassani    |
| Megalo          | Daisuke Gōri    | Marco Balzarotti   |
| Daina           | Yōko Kawanami   | Adriana Libretti   |
| Kurt            | Ken'ichi Ogata  | Flavio Arras       |
| Holi            | Kenyu Horiuchi  | Davide Garbolino   |
| Padre di Gina   | Takurō Kitagawa | Stefano Albertini  |
| Padre di Laura  |                 | Luca Semeraro      |
| Carlo           |                 | Davide Garbolino   |
| Gustavo         |                 | Orlando Mezzabotta |

## Episodi
Gli episodi in Italia sono stati trasmessi divisi in due parti di circa 10 minuti l'una, e non sempre l'ordine di trasmissione ha rispettato quello originale.

### Prima serie
| Nº | Titolo italiano Giapponese 「Kanji」 - Rōmaji | In onda           | In onda |
| Nº | Titolo italiano Giapponese 「Kanji」 - Rōmaji | Giapponese        |         |
| 1  | Topo Gigio arriva sulla Terra 「帰って来たトッポ・ジージョ」 - Kaettekita Toppo Jījo | 27 aprile 1988    |         |
| 1  | Topo Gigio, un topo astronauta, fa rientro nella cittadina laziale di Catalina dopo un lungo viaggio spaziale, scoprendo però che una tempesta elettromagnetica lo ha spedito dal 2395 al 1992. Quando la sua astronave viene distrutta, non ha altra scelta che rimanere nel passato, dove fa la conoscenza di Gina, una ragazzina sui dieci anni. |                   |         |
| 2  | Topo Gigio contro lo sfratto 「住みか危機一髪!」 - Sumika Kiki Ippatsu! | 4 maggio 1988     |         |
| 2  | Gigio deve impedire che il palazzo dove vivono Gina e sua madre venga fatto demolire dalla signora Knopp, la cinica e scorbutica proprietaria dell'edificio e di buona parte della città. Riuscirà a bloccare l'arrivo della macchina demolitrice grazie alla comunità dei topi che vive nella soffitta, per poi mandare definitivamente in fumo i progetti della Knopp. |                   |         |
| 3  | Topo Gigio provoca Megalo 「ミミ救出作戦」 - Mimi Kyushutsu Sakusen | 11 maggio 1988    |         |
| 3  | Mimì, la cricetina di Gina, viene rapita da Arro e Braccio, i sicari di Megalo, il perfido gatto della signora Knopp. Topo Gigio deve quindi raggiungere la casa della Knopp per salvarla, armato di una potente arma elettrica inventata da Doc, lo scienziato della comunità dei topi. |                   |         |
| 4  | Topo Gigio aiuta gli amici topi 「アパートがこわされる!」 - Apāto ga kowasareru! | 18 maggio 1988    |         |
| 4  | Una palazzina vicina a quella di Gigio è in via di demolizione, e alcuni dei topi che la abitano restano bloccati tra le macerie. Gigio e i suoi compagni accorrono in loro aiuto. |                   |         |
| 5  | Gigio cupido 「ジーナの初恋」 - Gīna no Hatsukoi | 25 maggio 1988    |         |
| 5  | Gina si è innamorata, ma non vuole rivelare chi sia il ragazzo che le fa battere il cuore. Gli indizi fanno supporre che si tratti di un suo compagno di classe di nome Carlino e, per sollevarle il morale, Gigio e i suoi compagni provano a far nascere qualcosa tra i due. Alla fine, però, scoprono che il ragazzo si chiama sì Carlino, ma in realtà è un cantante.                                                                                                   |                   |         |
| 6  | Topo Gigio ed il mago 「酔いどれ手品師オサリバン」 - Yoidore Tejinashi O-Sariban | 1º giugno 1988    |         |
| 6  | Kurt fa conoscere a Gigio O'Sullivan, un promettente mago caduto in depressione dopo il divorzio dalla moglie e diventato un alcolista. Quando il mago è sul punto di perdere il lavoro, Gina e Gigio riescono ad aiutarlo, riuscendo a fargli ritrovare speranza per il futuro. |                   |         |
| 7  | Chi ha paura dei coccodrilli? 「地下水道の怪獣」 - Chikasuidō no Kaiju | 8 giugno 1988     |         |
| 7  | Avendo scoperto che Megalo ha paura dei rettili, Gigio, Kurt e Pierre decidono di giocarli uno scherzo, usando un pupazzo di Gina. Avventuratisi nelle fogne, i tre topi scoprono l'esistenza di un enorme coccodrillo che, da oltre trecento anni, vive nel sottosuolo della città. |                   |         |
| 8  | La mamma di Megalo 「メガロの母現わる」 - Megaro no Haha arawasu | 15 giugno 1988    |         |
| 8  | Tella, la mamma di Megalo, sta per arrivare in città con la sua padrona. Essendo però una gatta estremamente grassa, e temendo che per questo i topi possano prenderla in giro, Megalo incarica Arro e Braccio di impedirle di raggiungere casa sua e, per farlo, i due gatti provocano la fuga di un branco di maiali che stavano a bordo di un camion. Nel caos che ne segue, Tella viene trovata dai topi, che decidono di servirsene per chiedere un riscatto a Megalo. |                   |         |
| 9  | La bambola di Napoleone 「あの人形を追え」 - Ano Ningyo o oe | 22 giugno 1988    |         |
| 9  | Il giorno del compleanno di Gina, Gigio, Kurt e Pierre trovano una bambola abbandonata tra i rifiuti e decidono di regalarla alla bambina. La bambola, però, appartiene ad una preziosa collezione ed è stata appena rubata. Scopertolo, i topi, con l'aiuto di Gina, devono riuscire a portarla alla polizia prima che i ladri possano riprendersela. |                   |         |
| 10 | Topo Gigio e la campana 「ビッグベルの鐘を鳴らせ」 - Biggu Beru no Suzu o narase | 29 giugno 1988    |         |
| 10 | Il consiglio comunale di Catalina decide l'abbattimento del campanile della chiesa locale, per sostituirlo con un orologio elettrico. Sulla torre, però, si trova una nidiata di rondini, di cui Gigio si sta prendendo cura dopo la morte della mamma, quindi i topi si mettono alla ricerca di un modo per salvare l'edificio dalla demolizione. |                   |         |
| 11 | Topo Gigio e il gattino 「ティノの旅立ち」 - Tino no Tabidachi | 6 luglio 1988     |         |
| 11 | La signora Knopp porta a casa un nuovo gatto, il cucciolo Tino. Megalo, temendo che il piccolo possa esautorarlo dal suo ruolo di capo, decide di affidargli l'incarico di eliminare Topo Gigio, certo che i topi lo elimineranno facilmente. Tino, però, è più combattivo del previsto, ma anche dopo averlo domato, Gigio cerca di rivelargli le vere intenzioni di Megalo.                                                                                               |                   |         |
| 12 | Il concorso per il gatto più bello 「キャットコンテスト」 - Kyattokontesuto | 13 luglio 1988    |         |
| 12 | Megalo viene invitato a partecipare ad un concorso di bellezza per gatti aristocratici, trasformandosi da un giorno all'altro da rozzo e irascibile capo in una mammoletta gentile e senza vigore. I suoi compagni, ma anche gli stessi topi, cercano di farlo tornare quello di prima. |                   |         |
| 13 | La stella del cinema 「ジージョを解体しろ!」 - Jījo wo kaitai shiro! | 20 luglio 1988    |         |
| 13 | Megalo viene scelto per girare uno spot pubblicitario con una famosa attrice, per la quale ha una cotta, scoprendo però che il suo ruolo è solo quello di controfigura del vanesio e malevolo Gamelo. Quando Gamelo tenta di acchiappare Gigio e i suoi compagni, Megalo si trova nell'insolita situazione di doverli difendere. |                   |         |
| 14 | Topo Gigio e il pianista triste 「ひとりぼっちのラブソング」 - Hitoribocchi no Rabu-songu | 27 luglio 1988    |         |
| 14 | Giovanni Stroud, detto Chopin, un pianista fallito che vive nel condominio di Gina, s'innamora di Simona, una sua ammiratrice, e per aumentare la sua autostima, Gigio lo convince a partecipare ad un importante concorso internazionale, che mette a dura prova il suo talento e la pazienza dei suoi vicini. |                   |         |
| 15 | Le disgrazie di Megalo 「メガロの災難」 - Megaro no Sainan | 10 agosto 1988    |         |
| 15 | Megalo, continuamente provocato e preso in giro dai topi, è talmente stressato da aver iniziato a perdere il pelo, pertanto il veterinario gli prescrive una medicina terribilmente amara. Anche Arnold, il capo dei topi, ha lo stesso problema, ma l'unico flacone di medicina in grado di risolvere la sua calvizie è quello in mano alla signora Knopp. |                   |         |
| 16 | Topo Gigio al circo 「サーカスが街にやって来た」 - Sākasu ga Machi ni yattekita | 17 agosto 1988    |         |
| 16 | A Catalina arriva il circo e Gigio, grazie alla sua abilità di parlare, viene convinto dal direttore ad esibirsi. Il giorno dello spettacolo, però, al circo è presente anche Megalo. |                   |         |
| 17 | Il sequestro di Topo Gigio 「コンドル屋敷のひみつ」 - Kondoru yashiki no Himitsu | 24 agosto 1988    |         |
| 17 | Un gruppo di agenti segreti ha scoperto l'esistenza di Topo Gigio e, credendo possa trattarsi di un innovativo modello di robot, lo rapiscono per poterlo analizzare. Un'équipe di giornalisti, scoperto il piano, cerca di salvarlo. |                   |         |
| 18 | Topo Gigio e il vampiro 「ドラチュラ102世」 - Dorachura 102-sei | 31 agosto 1988    |         |
| 18 | Dracula 102mo, un pipistrello che vive con il figlio in un vecchio castello fuori città, arriva a Catalina alla ricerca di cibo. Gigio e gli altri topi, inizialmente terrorizzati da lui, decidono infine di aiutarlo, consegnandogli un po' delle loro provviste. |                   |         |
| 19 | Un topo molto spilorcio 「欲ばりスクルージ」 - Yokubari Sukurūji | 7 settembre 1988  |         |
| 19 | Il Signor Scrocconi, un topo usuraio che offre dolci in cambio di oggetti di valore, chiede a Gigio di portargli un orecchino della signora Knopp in cambio di un portafogli da Kurt e Pierre che potrebbe appartenere ad O'Sullivan, e di cui il mago ha assoluto bisogno per poter pagare l'affitto. |                   |         |
| 20 | L'aeroporto in soffitta 「屋根裏の飛行場ī」 - Yaneura no Hikōjō | 14 settembre 1988 |         |
| 20 | Gigio e i suoi compagni si recano nella soffitta della signora Knopp, dove vive un topo che da tempo cerca un modo per riuscire a volare. Grazie alle conoscenze scientifiche di Gigio, il gruppo riuscirà a costruire un piccolo aeroplano. |                   |         |
| 21 | Topo Gigio e la pulce 「猫になったジージョ」 - Neko ni natta Jījo | 21 settembre 1988 |         |
| 21 | Gigio viene colpito dalla Pulce del Gatto, un tipo particolare di pulce che fa sorgere istinti felini in qualunque animale ne sia affetto. |                   |         |

### Seconda serie
| Nº | Titolo italiano Giapponese 「Kanji」 - Rōmaji | In onda          | In onda |
| Nº | Titolo italiano Giapponese 「Kanji」 - Rōmaji | Giapponese       |         |
| 22 | Il Topo marinaio 「海から来たホリー」 - Umi kara kita Horī | 7 ottobre 1988   |         |
| 22 | Il padre di Gina torna a casa dopo molto tempo e, assieme a lui, arriva anche Holly, un topo marinaio che si trovava a bordo della sua nave. Mimì, inizialmente spaventata da lui, finisce per innamorarsene perdutamente, così come tutte le altre topine della soffitta, suscitando la gelosia dei loro compagni maschi. Un incontro ravvicinato con Megalo, però, lo farà apparire per ciò che è veramente, ben diverso dall'avventuriero ruspante e fanfarone che cercava di sembrare. |                  |         |
| 23 | I topi invincibili 「われら武闘軍団」 - Warera Ibu Gundan | 14 ottobre 1988  |         |
| 23 | A Catalina arriva Nicolò, un vecchio amico di Kurt che, negli anni, ha formato un'aggressiva banda di topi che i gatti, invece di rifuggirli, li sfida apertamente, mettendoli il più delle volte in fuga. Quando sentono parlare di Megalo, Niccolò e i suoi compagni non ci pensano due volte ad attaccare briga col gigantesco gatto, che però rischia di rivelarsi un rivale troppo forte perfino per loro. |                  |         |
| 24 | Topo Gigio e gli innamorati 「ロロとジュジュの物語」 - Roro to Juju no Monogatari | 21 ottobre 1988  |         |
| 24 | Gina compra a Mimì un fidanzato, Lolo, che però non vuole saperne di rimanere in gabbia con lei. Lolo. infatti, durante la sua permanenza al negozio di animali, si era fidanzato con un'altra topolina e, dopo che lei è stata venduta, ha giurato di ritrovarla. Le sue ricerche lo conducono, però, nella casa di Megalo, così Gigio e i suoi compagni sono costretti ad aiutarlo. |                  |         |
| 25 | Topo Gigio conteso 「ジージョ行方不明になる?!」 - Jījo Yukue Fumei ni naru?! | 28 ottobre 1988  |         |
| 25 | Dopo un violento litigio con Gina, Topo Gigio decide di lasciarla e andarsene per conto proprio e, nel suo peregrinare, incontra Laura, una ragazzina timida che ha problemi a trovare degli amici, con la quale instaura un bel rapporto. Ma quando Gigio, pentitosi della litigata con Gina, vorrebbe tornare da lei per fare pace, Laura ha altri progetti. |                  |         |
| 26 | Il cane indovino 「未来の見える犬」 - Mirai no mieru Inu | 4 novembre 1988  |         |
| 26 | Emanuele, un prestigiatore la cui abilità consiste nell'ipnotizzare gli animali, accortosi dell'unicità di Topo Gigio, decide di catturarlo per fare fortuna. Nel tentativo di riuscirci, però, finisce per coinvolgere volontariamente o meno anche la Signora Knopp, Gina, O'Sullivan e lo stesso Megalo, scatenando una caccia al topo per tutta la città. |                  |         |
| 27 | Nostrotopus 「ねずみのタタリ」 - Nezumi no Tatari | 11 novembre 1988 |         |
| 27 | Pierre viene catturato da Megalo e dalla sua banda e, per evitare che i gatti si pappino il suo amico, Kurt millanta che nella loro comunità viva un potente mago pronto a maledire qualunque gatto tenti di mangiare uno di loro. Gigio, suo malgrado, si trova quindi costretto a vestire i panni del potente Nostratopus per correre in aiuto del suo compagno imprigionato. |                  |         |
| 28 | Il leoncino gentile 「やさしいライオン」 - Yasashii Raion | 18 novembre 1988 |         |
| 28 | Di ritorno da Roma, Gina ha un incontro fugace con un giovane leone maschio che, ben presto, si rivela essere fuggito dalla sua gabbia, a seguito di un incidente stradale. Dopo averlo trovato in un casolare abbandonato ed essersi guadagnati la sua amicizia, Gigio e i suoi compagni, con l'aiuto della stessa Gina, decidono di aiutarlo a raggiungere la madre in un vicino giardino-safari, cercando nel contempo di proteggerlo dai tentativi della polizia di abbatterlo. |                  |         |
| 29 | Il robot delle frittelle 「ドーナツ・ロボット」 - Dōnatsu-Robotto | 25 novembre 1988 |         |
| 29 | Il nonno di Anita, una compagna di Gina, che gestisce un piccolo chiosco di frittelle, rischia seriamente di dover chiudere bottega quando, a due passi dal suo esercizio, apre una moderna e fornitissima pasticceria, che gli porta via in poco tempo tutti i clienti. Nel tentativo di rilanciare il locale, Gigio e gli altri topi costruiscono un robot-mascotte che si rivela un successo, ma il sabotaggio è dietro l'angolo. |                  |         |
| 30 | Gina la Bionda 「ジーナ金髪になる」 - Gīna kinpatsu ni naru | 2 dicembre 1988  |         |
| 30 | Parlando con Gloria, Stroud accenna al fatto di provare un'attrazione particolare per le bionde e Gina, che da tempo cerca inutilmente di farsi notare da lui, coglie immediatamente la palla al balzo, acquistando una tinta per capelli, il tutto nonostante i tentativi da parte di Gigio di dissuaderla. Il tutto, però, si risolve per la ragazzina in un incidente dal quale risulterà difficile uscire. |                  |         |
| 31 | Un freddo mostruoso 「さむいのは大嫌い」 - Samui no wa daikirai | 9 dicembre 1988  |         |
| 31 | Catalina viene ricoperta da una spessa coltre di neve e i topi ne approfittano per improvvisare una pista da sci sul tetto della palazzina. Poi, quando Doc si presenta a bordo di un pallone aerostatico di sua invenzione, a Gigio viene l'idea giusta per combinare un brutto scherzo agli abitanti di Catalina, ma soprattutto a Megalo, disseminando le strade di enormi impronte e facendo gridare "al Mostro!" a tutta la città. |                  |         |
| 32 | Topo Gigio il capo 「オレが主役だ!」 - Ore ga Shuyaku da! | 16 dicembre 1988 |         |
| 32 | Topo Gigio e i suoi compagni conoscono Paco, un cane randagio che tuttavia, a dispetto della sua natura, ha paura dei gatti tanto quanto loro, in quanto proprio un gatto era stata la causa del suo allontanamento dalla casa in cui abitava. Gigio e gli altri cercano quindi di fargli riscoprire la sua vera natura, anche nel tentativo di usarlo come deterrente contro Megalo e la sua banda. |                  |         |
| 33 | Il regalo di Natale 「聖夜の贈り物」 - Seiya no Okurimono | 23 dicembre 1988 |         |
| 33 | È la vigilia di Natale e la Knopp, dal profondo della sua avidità e cattiveria, oltre ad accaparrarsi tutti i regali e le decorazioni dei negozi, lasciando le briciole al resto della città, arriva ad imporre un aumento dell'affitto alla madre di Gina, impedendole così di comprare il regalo per la figlia. Poi però, quando si sparge tra i condomini la voce che la Knopp è destinata a passare il Natale in solitudine, Gina e gli altri decidono comunque di manifestarle la propria vicinanza, una gentilezza cui neppure la vecchia e scorbutica signora riuscirà a restare insensibile. |                  |         |
| 34 | Topo Gigio e i falsari 「名犬パク」 - Meiken Paku | 30 dicembre 1988 |         |
| 34 | Il caro Topo Gigio incontra un cucciolo di Yorkshire Terrier, apparentemente abbandonato, e decide di portarlo da Gina, nel tentativo di trovargli una casa. Poi, quando il cucciolo scappa, Gigio e la sua banda, nel tentativo di ritrovarlo, si imbattono assieme a Gina e ai suoi amici in una vecchia magione, che si rivela essere in realtà il covo di una banda di falsari, dedita oltretutto al contrabbando di animali preziosi. |                  |         |

## Sigla italiana
La sigla italiana intitolata Bentornato Topo Gigio, musica e arrangiamento di Carmelo Carucci, testo di Alessandra Valeri Manera, è cantata da Cristina D'Avena. Nella sigla, oltre al coro dei Piccoli Cantori di Milano diretti da Laura Marcora partecipa Peppino Mazzullo, il doppiatore del personaggio, come ad esempio nella strofa Cristina, Cristina, strapazzami di coccole, e anche Nicole Ramadori, attuale giornalista di Radio 1, che ha parlato all'interno delle strofe.